# Pawłowice Gorzowskie (przystanek kolejowy)
Pawłowice Gorzowskie – nieczynny przystanek osobowy w miejscowości Pawłowice, w województwie opolskim, w powiecie oleskim, w gminie Gorzów Śląski, w Polsce.